# Centrotoclytus rutilans
Centrotoclytus rutilans är en skalbaggsart som beskrevs av Holzschuh 2006. Centrotoclytus rutilans ingår i släktet Centrotoclytus och familjen långhorningar. Inga underarter finns listade.